# Rhododendron exuberans
Rhododendron exuberans är en ljungväxtart som först beskrevs av Herman Otto Sleumer, och fick sitt nu gällande namn av G.C.G. Argentina. Rhododendron exuberans ingår i släktet rododendron, och familjen ljungväxter. Inga underarter finns listade i Catalogue of Life.